# Calcio ai Giochi della XXXIII Olimpiade
Il torneo di calcio ai Giochi della XXXIII Olimpiade è stato il ventottesimo torneo olimpico di calcio maschile, e l'ottavo di calcio femminile. Si è svolto dal 24 luglio all'11 agosto 2024 in sette diverse città della Francia. Il sorteggio per la composizione dei gironi si è svolto a Parigi mercoledì 20 marzo 2024.
Oltre a Parigi, città ospitante delle Olimpiadi, le partite si giocano anche a Bordeaux, Décines-Charpieu (vicino a Lione), Marsiglia, Nantes, Nizza e Saint-Étienne. Due gli eventi in programma: il torneo maschile e quello femminile. Le associazioni affiliate alla FIFA possono inviare squadre a partecipare al torneo. Le squadre maschili sono limitate a giocatori under 23 (nati a partire dal 1º gennaio 2001) con un massimo di tre giocatori fuori età ammessi, mentre non ci sono limiti di età per le squadre femminili.
Il Brasile era il due volte campione in carica maschile, ma ha mancato la qualificazione a questo torneo, mentre il Canada era il campione in carica femminile.

## Calendario
Il programma della competizione è stato annunciato il 1º aprile 2022. Il programma definitivo delle partite è stato confermato dalla FIFA il 28 luglio 2022.
| GS | Qualificazioni | QF | Quarti di finale | SF | Semifinali | B | Incontro per il bronzo | F | Finale |

|        | Mer 24 | Gio 25 | Ven 26 | Sab 27 | Dom 28 | Lun 29 | Mar 30 | Mer 31 | Gio 1 | Ven 2 | Sab 3 | Dom 4 | Lun 5 | Mar 6 | Mer 7 | Gio 8 | Ven 9 | Sab 10 |
| ------ | ------ | ------ | ------ | ------ | ------ | ------ | ------ | ------ | ----- | ----- | ----- | ----- | ----- | ----- | ----- | ----- | ----- | ------ |
| Uomini | GS     |        |        | GS     |        |        | GS     |        |       | QF    |       |       | SF    |       |       | B     | F     |        |
| Donne  |        | GS     |        |        | GS     |        |        | GS     |       |       | QF    |       |       | SF    |       |       | B     | F      |

## Qualificazioni
Il comitato organizzatore per le competizioni FIFA (Organising Committee for FIFA Competitions) ha ratificato la distribuzione dei punti durante la riunione il 24 febbraio 2022.

### Maschili
| Torneo di qualificazione                         | Date                          | Luogo           | Posti | Qualificate     |
| ------------------------------------------------ | ----------------------------- | --------------- | ----- | --------------- |
| Paese ospitante                                  | -                             | -               | 1     | Francia         |
| Campionato nordamericano di calcio Under-20 2022 | 18 giugno - 3 luglio 2022     | Honduras        | 2     | Stati Uniti     |
| Campionato nordamericano di calcio Under-20 2022 | 18 giugno - 3 luglio 2022     | Honduras        | 2     | Rep. Dominicana |
| Campionato europeo di calcio Under-21 2023       | 21 giugno - 8 luglio 2023     | Georgia Romania | 3     | Ucraina         |
| Campionato europeo di calcio Under-21 2023       | 21 giugno - 8 luglio 2023     | Georgia Romania | 3     | Spagna          |
| Campionato europeo di calcio Under-21 2023       | 21 giugno - 8 luglio 2023     | Georgia Romania | 3     | Israele         |
| Coppa delle Nazioni Africane Under-23 2023       | 24 giugno - 8 luglio 2023     | Marocco         | 3     | Marocco         |
| Coppa delle Nazioni Africane Under-23 2023       | 24 giugno - 8 luglio 2023     | Marocco         | 3     | Egitto          |
| Coppa delle Nazioni Africane Under-23 2023       | 24 giugno - 8 luglio 2023     | Marocco         | 3     | Mali            |
| Torneo preolimpico OFC 2023                      | 27 agosto - 9 settembre 2023  | Nuova Zelanda   | 1     | Nuova Zelanda   |
| Torneo preolimpico CONMEBOL 2024                 | 20 gennaio - 11 febbraio 2024 | Venezuela       | 2     | Paraguay        |
| Torneo preolimpico CONMEBOL 2024                 | 20 gennaio - 11 febbraio 2024 | Venezuela       | 2     | Argentina       |
| Coppa d'Asia AFC Under-23 2024                   | 15 aprile - 3 maggio 2024     | Qatar           | 3     | Giappone        |
| Coppa d'Asia AFC Under-23 2024                   | 15 aprile - 3 maggio 2024     | Qatar           | 3     | Uzbekistan      |
| Coppa d'Asia AFC Under-23 2024                   | 15 aprile - 3 maggio 2024     | Qatar           | 3     | Iraq            |
| Play-off AFC e CAF                               | 9 maggio 2024                 | Francia         | 1     | Guinea          |
| Totale                                           |                               |                 | 16    |                 |

### Femminili
| Torneo di qualificazione           | Date                   | Luogo           | Posti | Qualificate   |
| ---------------------------------- | ---------------------- | --------------- | ----- | ------------- |
| Paese ospitante                    | -                      | -               | 1     | Francia       |
| CONCACAF Women's Championship 2022 | 4 - 18 luglio 2022     | Messico         | 1     | Stati Uniti   |
| Copa América Femenina 2022         | 8 - 30 luglio 2022     | Colombia        | 2     | Brasile       |
| Copa América Femenina 2022         | 8 - 30 luglio 2022     | Colombia        | 2     | Colombia      |
| CONCACAF play-off                  | 22 - 26 settembre 2023 | Canada Giamaica | 1     | Canada        |
| Torneo preolimpico OFC             | 7 - 19 febbraio 2024   | Samoa           | 1     | Nuova Zelanda |
| UEFA Women's Nations League        | 23 - 28 febbraio 2024  | Varie           | 2     | Spagna        |
| UEFA Women's Nations League        | 23 - 28 febbraio 2024  | Varie           | 2     | Germania      |
| Torneo preolimpico AFC             | 24 - 28 febbraio 2024  | Varie           | 2     | Australia     |
| Torneo preolimpico AFC             | 24 - 28 febbraio 2024  | Varie           | 2     | Giappone      |
| Torneo preolimpico CAF             | 1º - 9 aprile 2024     | Varie           | 2     | Nigeria       |
| Torneo preolimpico CAF             | 1º - 9 aprile 2024     | Varie           | 2     | Zambia        |
| Totale                             |                        |                 | 12    |               |

## Stadi
| Parigi                   | Marsiglia                                                             | Décines-Charpieu, Lione                                               | Bordeaux                                                              |
| ------------------------ | --------------------------------------------------------------------- | --------------------------------------------------------------------- | --------------------------------------------------------------------- |
| Parco dei Principi       | Stadio Vélodrome                                                      | Stade de Lyon                                                         | Stade de Bordeaux                                                     |
| Capacità: 47 929         | Capacità: 67 394                                                      | Capacità: 59 186                                                      | Capacità: 42 115                                                      |
|                          |                                                                       |                                                                       |                                                                       |
| Nantes                   | Marsiglia Décines-Charpieu Parigi Bordeaux Saint-Étienne Nizza Nantes | Marsiglia Décines-Charpieu Parigi Bordeaux Saint-Étienne Nizza Nantes | Marsiglia Décines-Charpieu Parigi Bordeaux Saint-Étienne Nizza Nantes |
| Stadio della Beaujoire   | Marsiglia Décines-Charpieu Parigi Bordeaux Saint-Étienne Nizza Nantes | Marsiglia Décines-Charpieu Parigi Bordeaux Saint-Étienne Nizza Nantes | Marsiglia Décines-Charpieu Parigi Bordeaux Saint-Étienne Nizza Nantes |
| Capacità: 35 322         | Marsiglia Décines-Charpieu Parigi Bordeaux Saint-Étienne Nizza Nantes | Marsiglia Décines-Charpieu Parigi Bordeaux Saint-Étienne Nizza Nantes | Marsiglia Décines-Charpieu Parigi Bordeaux Saint-Étienne Nizza Nantes |
|                          | Marsiglia Décines-Charpieu Parigi Bordeaux Saint-Étienne Nizza Nantes | Marsiglia Décines-Charpieu Parigi Bordeaux Saint-Étienne Nizza Nantes | Marsiglia Décines-Charpieu Parigi Bordeaux Saint-Étienne Nizza Nantes |
| Nizza                    | Marsiglia Décines-Charpieu Parigi Bordeaux Saint-Étienne Nizza Nantes | Marsiglia Décines-Charpieu Parigi Bordeaux Saint-Étienne Nizza Nantes | Marsiglia Décines-Charpieu Parigi Bordeaux Saint-Étienne Nizza Nantes |
| Stade de Nice            | Marsiglia Décines-Charpieu Parigi Bordeaux Saint-Étienne Nizza Nantes | Marsiglia Décines-Charpieu Parigi Bordeaux Saint-Étienne Nizza Nantes | Marsiglia Décines-Charpieu Parigi Bordeaux Saint-Étienne Nizza Nantes |
| Capacità: 36 178         | Marsiglia Décines-Charpieu Parigi Bordeaux Saint-Étienne Nizza Nantes | Marsiglia Décines-Charpieu Parigi Bordeaux Saint-Étienne Nizza Nantes | Marsiglia Décines-Charpieu Parigi Bordeaux Saint-Étienne Nizza Nantes |
|                          | Marsiglia Décines-Charpieu Parigi Bordeaux Saint-Étienne Nizza Nantes | Marsiglia Décines-Charpieu Parigi Bordeaux Saint-Étienne Nizza Nantes | Marsiglia Décines-Charpieu Parigi Bordeaux Saint-Étienne Nizza Nantes |
| Saint-Étienne            | Marsiglia Décines-Charpieu Parigi Bordeaux Saint-Étienne Nizza Nantes | Marsiglia Décines-Charpieu Parigi Bordeaux Saint-Étienne Nizza Nantes | Marsiglia Décines-Charpieu Parigi Bordeaux Saint-Étienne Nizza Nantes |
| Stadio Geoffroy Guichard | Marsiglia Décines-Charpieu Parigi Bordeaux Saint-Étienne Nizza Nantes | Marsiglia Décines-Charpieu Parigi Bordeaux Saint-Étienne Nizza Nantes | Marsiglia Décines-Charpieu Parigi Bordeaux Saint-Étienne Nizza Nantes |
| Capacità: 41 965         | Marsiglia Décines-Charpieu Parigi Bordeaux Saint-Étienne Nizza Nantes | Marsiglia Décines-Charpieu Parigi Bordeaux Saint-Étienne Nizza Nantes | Marsiglia Décines-Charpieu Parigi Bordeaux Saint-Étienne Nizza Nantes |
|                          | Marsiglia Décines-Charpieu Parigi Bordeaux Saint-Étienne Nizza Nantes | Marsiglia Décines-Charpieu Parigi Bordeaux Saint-Étienne Nizza Nantes | Marsiglia Décines-Charpieu Parigi Bordeaux Saint-Étienne Nizza Nantes |

## Podi
| Evento                      | Oro         | Argento | Bronzo   |
| Calcio maschile (dettagli)  | Spagna      | Francia | Marocco  |
| Calcio femminile (dettagli) | Stati Uniti | Brasile | Germania |

## Medagliere
| Pos.   | Paese       | Oro | Argento | Bronzo | Totale |
| ------ | ----------- | --- | ------- | ------ | ------ |
| 1      | Spagna      | 1   | 0       | 0      | 1      |
| 1      | Stati Uniti | 1   | 0       | 0      | 1      |
| 2      | Francia     | 0   | 1       | 0      | 1      |
| 2      | Brasile     | 0   | 1       | 0      | 1      |
| 3      | Marocco     | 0   | 0       | 1      | 1      |
| 3      | Germania    | 0   | 0       | 1      | 1      |
| Totale | Totale      | 2   | 2       | 2      | 6      |